# Laurie Penny
Laurie Penny (Londra, 28 settembre 1986) è una giornalista e scrittrice britannica.
I suoi articoli vengono pubblicati dal The Guardian e New Statesman. È autrice di tre libri che trattano di femminismo.

## Biografia
Laurie Penny è nata a Londra ed è figlia dell'avvocato Ray Barnett. Vanta avi di origini irlandesi, ebrei e maltesi. All'interno del suo sito, Laurie si è definita "la figlia atea di un cattolico non praticante e di un'ebrea non praticante". È cresciuta a Brighton e Lewes. Penny ha frequentato l'istituto indipendente Brighton College. Penny ha dichiarato di essere stata ricoverata in ospedale all'età di 17 anni a causa dell'anoressia, malattia che è poi è riuscita a sconfiggere.
Penny ha studiato inglese presso il Wadham College ad Oxford, dove si è laureata nel 2008. Mentre era studentessa è entrata a far parte e si è esibita insieme ad un gruppo burlesque. È inoltre apparsa in produzioni drammatiche amatoriali per la Oxford University Light Entertainment Society. Dopo l'università ha frequentato a Londra la scuola di giornalismo.

### Carriera
Il blog di Laurie Penny, Penny Red, venne lanciato nel 2007 ed è stato candidato all'Orwell Prize nel 2010. Penny ha cominciato la carriera giornalistica all'interno della rivista One in Four. In seguito ha svolto il lavoro di reporter e di vice direttore per la rivista di sinistra Morning Star. Ha comunque prodotto numerosi articoli poi pubblicati su altre testate. Attualmente tiene una rubrica sul New Statesman e collabora regolarmente con il The Guardian. Nell'aprile del 2011, Penny ha presentato su Channel 4 il programma Cashing In on Degrees. Oltre a ciò, è apparsa all'interno dei programmi satirici di attualità 10 O'Clock Live e Two's Newsnight. Il 26 marzo 2012, Penny ha annunciato via Twitter di voler lasciare il New Statesman per un posto a tempo pieno all'Independent. Nell'ottobre del 2012 ha però deciso di lasciare l'Independent e tornare al New Statesman come giornalista.
Penny è autrice del testo 'Meat Market: Carne femminile sul banco del capitalismo (Settenove, 2013, ed. or. Zero Books, 2011) e Penny Red: Notes from a New Age of Dissent (Pluto Press, 2011). In entrambe le pubblicazioni la Penny attacca il femminismo liberale che identifica nella "scelta del consumatore" offerto dal capitalismo come mezzo per l'emancipazione femminile. Penny Red è stata candidata finale al premio Bread and Roses Award per le pubblicazioni radicali nel 2012. Unspeakable Things: Sex, Lies and Revolution è stato pubblicato nel 2014. In questo suo terzo libro, Penny ha rivelato di essere bisessuale. Poco tempo dopo quella dichiarazione, la Penny ha affermato di essere stata oggetto “di una marea di vili attacchi sessisti e antisemiti” in relazione al contenuto del libro.
Penny è stata selezionata da Truthdig come "Truthdigger della settimana" per la settimana del 25 novembre 2011. Nel 2012, la rivista Tatler l'ha descritta come "una delle 100 persone che contano". Nell'ottobre 2012, The Daily Telegraph ha inserito Penny nell'elenco delle 55 persone inglesi di sinistra più influenti, riconoscendola come "senza dubbio la voce femminile più controversa del panorama della sinistra radicale”. Nell'aprile 2014, Penny è stata selezionata per entrare a far parte della Fondazione Nieman.

## Opere
- Meat Market: Carne femminile sul banco del capitalismo (Settenove, 2013 - edizione originale Zero Books, 2011)
- Penny Red: Notes from the New Age of Dissent (Pluto Press, 2011)
- Discordia: Six Nights in Crisis Athens (Random House, 2012)
- Unspeakable Things: Sex, Lies and Revolution (Bloomsbury Publishing, 2014)

## Filmografia parziale

### Sceneggiatrice
- The Nevers - serie TV, 6 episodi (2021)